# Sherando
Sherando é uma Região censo-designada localizada no estado norte-americano de Virginia, no Condado de Augusta.

## Demografia
Segundo o censo norte-americano de 2000, a sua população era de 665 habitantes.

## Geografia
De acordo com o United States Census Bureau tem uma área de
18,2 km², dos quais 18,2 km² cobertos por terra e 0,0 km² cobertos por água. Sherando localiza-se a aproximadamente 448 m acima do nível do mar.

## Localidades na vizinhança
O diagrama seguinte representa as localidades num raio de 16 km ao redor de Sherando.